# Crkva Ranjenog Isusa u Novom Čiču
Crkva Ranjenog Isusa je rimokaltolička crkva u mjestu Novo Čiče u gradu Velika Gorica, zaštićeno kulturno dobro.

## Opis dobra
Crkva Ranjenog Isusa nalazi se u središtu naselja Novo Čiče. Sagrađena je 1905. godine kao jednobrodna longitudinalna građevina zaključena trostranim svetištem. Središnji dio glavnog pročelja rizalitno je istaknut, dok se pravokutni zvonik nastavlja na sjeverni zid lađe. Neoromanički elementi najočitiji su u eksterijeru: viseće arkadice ispod krovnog vijenca, podjela pročelja lezenama na polja s polukružno završenim nišama i prozorskim otvorima i dr. Lađa ima drveni tabulat dok je svetište svođeno bačvastim svodom. Inventar (oltari, propovjedaonica, kameni pil i dr.) potječe iz vremena baroka te izgradnje crkve. Primjer je vrijedne historicističke sakralne arhitekture turopoljskog kraja.

## Zaštita
Pod oznakom Z-3839 zavedeni su kao nepokretno kulturno dobro - pojedinačno, pravna statusa zaštićena kulturnog dobra, klasificirano kao "sakralno-profana graditeljska baština".